# 德洛奇氏岩遊䲁
德洛奇氏岩遊䲁（學名：Enneanectes deloachorum），為輻鰭魚綱䲁形目三鰭䲁科岩遊䲁屬的一個種，分布於西大西洋多米尼克及巴貝多海域，本魚頭部中等大小，身體細長，吻短鈍，眼睛前部和鼻孔周圍有刺，眼睛上方有短而寬的觸鬚，頸背上沒有觸鬚，上顎兩側沒有牙齒，側線2段，稍重疊，前部鱗片有孔15-16個，後鱗片有缺口，19-23個，臉頰、胸鰭基部和腹部無鱗，體鱗粗糙，鱗片3排，身體和頭部呈棕色，有時帶有紅色調，尤其是頭部，頭部下部可能呈黃色，虹膜上有紅色放射狀條紋，身體上有5條深色橫帶，第4和第5條比前3條顏色深，臀鰭有3-4個深色斑點，有時全是黑色，尾鰭有2條深色橫帶，中間由一條狹窄的白色橫帶隔開，背鰭3個，背鰭硬棘15-16枚、背鰭軟條8-9枚、臀鰭硬棘2枚、臀鰭軟條16-17枚，體長可達2.2公分，成魚棲息在礁石區，以藻類及小型無脊椎動物為食，雌魚產附著性卵在藻類築的巢，雄魚會守護卵，幼魚為浮游性，生活習性不明。